# Listă de poeți sloveni

## A
- Fran Albreht (1889 – 1965)
- Ivan Albreht (1893 - 1955)
- Vera Albreht (1895 - 1971)
- Miha Andreaš (1762 – 1821)
- Majda Artač Sturman (1953 – )
- Anton Aškerc (1856 – 1912)
- Miha Avanzo (1949 – )

## B
- France Balantič (1921 – 1943)
- Vinko Beličič (1913 – 1999)
- Nejc Bernard (1970 – )
- Nevin Birsa (1947 – )
- Andrej Blatnik (1963 – )
- Berta Bojetu (1946 – 1997)
- Matej Bor (Vladimir Pavšič) (1913 – 1956)
- Rado Bordon (1915 – 1992)
- Vida Brest (1925 – )
- Tomaž Brenk (1957 – 2004)
- Andrej Brvar (1945 – )
- Matej Brvar

## C
- Ivan Cankar (1876 – 1918)
- Andrej Capuder (1942 – )
- Ivan Cimerman
- Franc Cimperman (1852 – 1873)
- Josip Cimperman (1847 – 1893)
- Valentin Cundrič (1938 – )

## Č
- Anica Černej (1900 – 1944)
- Primož Čučnik
- Marij Čuk (1952 – )
- Marjan Čufer (1954 – )

## D
- Aleš Debeljak (1961 – )
- Anton Debeljak (1887 – 1952)
- Tine Debeljak (1903 – 1989)
- Milan Dekleva (1946 – )
- Boštjan Dermol (1976 – )
- Karel Destovnik Kajuh (1922 – 1944)
- Jure Detela (1951 – 1992)
- Feliks Dev (1732 – 1786)
- Tihomila Dobravc (1965 – )
- Tihomila Dobravc (1920 – )
- Ivan Dornik (1892 – 1968)
- Cirl Drekonja (1896 – 1944)
- Jože Dular (1915 – 2000)

## E
- Fran Eller (1873 – 1956)

## F
- Bogomil Fatur (1914 – 1990)
- Lea Fatur (1875 – 1943)
- Janko Ferk (1958 - )
- France Filipič
- France Forstnerič (1933 – )
- Ervin Fritz (1940 – )
- Anton Funtek (1862 – 1932)

## G
- Engelbert Gangl (1873 – 1950)
- Iztok Geister - Plamen (1945 – )
- Alenka Glazer
- Janko Glazer (1893 – 1975)
- Goran Gluvić (1957 – )
- Vojko Gorjan (1949 – 1975)
- Cvetko Golar (1879 – 1965)
- Sonja Golec
- Pavel Golia (1887 – 1959)
- Alojz Gradnik (1882 – 1968)
- Niko Grafenauer (1940 – )
- Simon Gregorčič (1844 – 1906)
- Pankracij Gregorec (1867 – 1920)
- Barbara Gregorič] (1964 – )
- Igo Gruden (1893 – 1948)
- Pavla Gruden (1921 – )
- Alfonz Gspan (1904 - 1977)

## H
- Maja Haderlap (1961 – )
- Gema Hafner (1919 – 1996)
- Matjaž Hanžek (1949 – )
- Milka Hartman (1902 – )
- Fany Hausmann (1818 – 1862)
- Branko Hofman (1929 – )
- Ivan Hribovšek (1923 – 1945)
- Andrej Hočevar (1980 - )
- Jurij Hudolin (1973 – )

## I
- Alojz Ihan (1961 – )
- Jožef Iskrač (1836 – 1900)

## J
- Jure Jakob
- Stanko Janežič
- Gustav Januš (1939 – )
- Jurij Japelj (1744 – 1807)
- Miran Jarc (1900 – 1942)
- Urban Jarnik (1784 – 1844)
- Simon Jenko (1835 – 1869)
- Alenka Jenstrle Doležal (1959 – )
- Vida Jeraj (1875 – 1932)
- Luka Jeran (1818 – 1896)
- Marjetka Jeršek
- Milan Jesih (1950 – )
- Gelč Jontes (1906 – 1972)
- Slavko Jug

## K
- Mila Kačič (1912 – 2000)
- Borut Kardelj
- Alma Maksimiljana Karlin (1889 – 1950)
- Miha Kastelic (1796 – 1868)
- Damjana Kenda Hussu
- Jožef Kenda (1859 – 1929)
- Dragotin Kette (1876 – 1899)
- Milan Kleč (1954 – )
- Miha Klinar
- Marjan Klinar (1922 – 1983)
- Mile Klopčič (1905 – 1984)
- Majda Kne (1954 – )
- Darja Kniplič
- Fran Kobal (1881 – 1937)
- Josip Kobal (1870 – 1888)
- Andrej Kocbek
- Edvard Kocbek (1904 – 1981)
- Matjaž Kocbek (1946 – )
- Slavko Kočevar Jug (1934 – 1997)
- Anton Koder (1851 – 1918)
- Zdenko Kodrič
- Andrej Kokot (1936 – )
- Janez Kolenc (1955 - )
- Miklavž Komelj (1970 – )
- Sonja Koranter (1948 – )
- Barbara Korun
- Vladimir Kos (1924 – )
- Jovan Vesel Koseski (1798 – 1884)
- France Kosmač (1910 - 1980)
- Srečko Kosovel (1904 – 1926)
- Stano Kosovel
- Peter Košak (1943 – 1993)
- Miroslav Košuta (1936 –)
- Jure Kovič
- Kajetan Kovič (1931 –)
- Barbara Kozak
- Lojze Krakar (1929 – 1995)
- Taja Kramberger (1970 – )
- Naci Kranjec
- Marko Kravos (1943 – )
- Julius Kugy (1858 – 1944)
- Tone Kuntner (1943 – )
- Meta Kušar (1952 – )

## L
- Anton Levec (1852 – ????)
- Peter Levec (1923 – )
- Jernej Levičnik (1808 – 1883)
- Zlatka Levstek (1944 – )
- Fran Levstik (1831 – 1887)
- Dušan Lipovec (1952 – 2005)
- Florjan Lipuš (1937 – )
- Zlatka Lokatos Obid
- Mihael Lotrič (1937 – )
- Joža Lovrenčič (1890 – 1952)

## M
- France Magajna (1957 – )
- Rudolf Maister - Vojanov (1874 – 1934)
- Svetlana Makarovič (1939 – )
- Tatjana Malec (1936 - )
- Miroslav Malovrh (1861 – 1922)
- Mateja Matevski
- Neža Maurer (1930 – )
- Blaž Mavrel
- Andrej Medved (1947 – )
- Anton Medved (1869 – 1910)
- Vladimir Memon
- Janez Menart (1929 – 2004)
- Janez Mencinger (1838 - 1912)
- Ace Mermolja (1951 – )
- Frane Milčinski - Ježek (1914 – 1988)
- Ivan Minatti (1924 – )
- Iztok Mlakar (1961 - )
- Vinko Möderndorfer (1958 – )
- Štefan Modrinjak (1774 – 1827)
- Vida Mokrin Paurer (1961 – )
- Jože Moškrič (1909 - 1943)
- Brane Mozetič (1958 – )
- Uroš Mozetič
- Ludvik Mrzel (1904 – 1971)
- Kristijan Muck (1941 - )
- Josip Murn Aleksandrov (1879 – 1901)
- Erna Muser (1879 – 1901)

## N
- Bogdana Namestnik
- Anton Novačan (1887 – 1951)
- Boris A. Novak (1953 – )
- Novica Novaković (1965 – )
- Lili Novy (1885 – 1958)

## O
- Mart Ogen (1939 – 1998)
- Blaž Ogorevc
- Jože Olaj
- Anton Oliban (1824 – 1860)
- France Onič (1901 – 1975)
- Iztok Osojnik (1951 – )
- Nina Osredkar
- Josip Osti (1945 – )
- Jani Oswald (1957 – )
- Vinko Ošlak (1947 – )

## P
- Pavlina Pajk (1854 – 1901)
- Rado Palir
- Vesna Parun
- Marko Pavček (1958 – 1979)
- Tone Pavček (1928 – )
- Mojca Pelcar-Šarf (1977 – )
- Ela Peroci (1922 – 2001)
- Bruno Pertot
- Ruža Lucija Peterlin
- Borut Petrovič
- Radivoj Peterlin-Petruška (1879 - 1938)
- Stane Pevec
- France Pibernik (1928 – )
- Matjaž Pikalo (1963 – )
- Bojan Pisk (1933 – )
- Klemen Pisk (1973 – )
- Anton Podbevšek (1898 – 1981)
- Josip Podmilšak (tudiAndrejčkov Jože) (1845 - 1874)
- Denis Poniž (1948 – )
- Marcello Potocco (1974 – )
- Blaž Potočnik (1799 – 1872)
- Jure Potokar (1956 – )
- Andrej Praprotnik (1827 – 1895)
- Zoran Predin (1958 – )
- Aleksij Pregarc
- Ivan Pregelj (1883 – 1960)
- France Prešeren (1800 – 1849)
- Janez Primic (1785 – 1823)
- Marjan Pungartnik (1948 – )
- Mira Puhar (1938-)

## R
- Meta Rainer (1904 – )
- Vladimira Rejc (1970 - )
- Štefan Remic
- Primož Repar
- Ivan Resman (1848 – 1905)
- Braco Rotar
- Andrej Rozman Roza (1955 – )
- Gregor Rozman
- Franček Rudolf (1944 – )

## S
- Mojca Seliškar
- Tone Seliškar (1900 – 1969)
- Brane Senegačnik
- Majda Senica Vujanovič
- Peter Semolič (1967 – )
- Barbara Simoniti
- Ivan Sivec (1945 – )
- Anton Martin Slomšek (1800 – 1862)
- Jože Snoj (1934 – )
- Valentin Stanič (1774 – 1847)
- Jernej Stante
- Jožef Stefan (1835 – 1893)
- Josip Stritar (1836 – 1923)
- Vanja Strle
- Gregor Strniša (1929 – 1987)
- Gustav Strniša (1887 – 1970)
- Igor Stropnik (1966 – )
- Ivo Svetina (1948 – )

## Š
- Tomaž Šalamun (1941 – )
- Severin Šali (1911 – 1992)
- Mitja Šarabon
- Črtomir Šinkovec
- Albert Širok (1895 - 1985)
- Karel Širok (1889 - 1942)
- Tone Škrjanec
- Jože Šmit (1922 – 2004)
- Branko Šömen (1937 - )
- Ljubka Šorli
- Milena Šoukal (1922 – )
- Milan Štante
- Aleš Šteger (1973 – )
- Artur Štern
- Jože Štucin (1955 - )

## T
- Aleš Tacer
- Anton Tanc (1887 – 1947)
- Veno Taufer (1933 – )
- Vida Taufer (1903 – 1966)
- Zora Tavčar
- Marjan Telatko
- Jernej Terseglav -
- Lovro Toman (1827 – 1870)
- Edo Torkar
- Igor Torkar (1913 – )
- Ana Trebežnik
- Ivan Zamejski Trinko (1863 – 1954)
- Andrej Trobentar (1951 – )

## U
- Jože Udovič (1912 – 1986)

## V
- Matija Valjavec (1831 – 1897)
- Saša Vegri (1934 – )
- Maja Vidmar (1961 – )
- Tit Vidmar (1929 – 1999)
- Danilo Viher
- Cene Vipotnik (1914 – 1972)
- Jani Virk (1962 – )
- Jožef Virk (1810 – 1880)
- Jurij Vodovnik (1791 - 1858)
- Anton Vodnik (1901 – 1965)
- France Vodnik (1903 – 1986)
- Valentin Vodnik (1758 – 1819)
- Božo Vodušek (1905 – 1978)
- Herman Vogel (1941 – 1989)
- Ivan Volarič Feo (1948 – )
- Jože Volarič (1932 – )
- Zlata Volarič (1930 – )
- Erika Vouk
- Stanko Vraz (1810 – 1851)
- Tomislav Vrečar

## Z
- Franci Zagoričnik (1933 – )
- Ifigenija Zagoričnik (1953 – )
- Dane Zajc (1929 – 2005)
- Jožef Zizenčeli (1658 – 1714)
- Ciril Zlobec (1925 – )
- Jaša Zlobec (1951 - )
- Irena Zorko Novak (1953 – )
- Uroš Zupan (1963 – )
- Brane Zupanc (1950 – )
- Mirko Zupančič

## Ž
- Asta Žnidaršič
- Benjamin Žnidaršič (1959 – )
- Jaka Železnikar (1971 – )
- Marička Žnidaršič
- Oton Župančič (1878 – 1949)